# Tragedy Khadafi
Percy Chapman IV, conosciuto con lo pseudonimo Tragedy Khadafi e precedentemente anche come Intelligent Hoodlum (New York, 13 agosto 1971), è un rapper e produttore discografico statunitense.
Nel corso della sua carriera ha lanciato o collaborato con diversi rapper o gruppi, tra cui Capone-N-Noreaga, Cormega, Marley Marl, Nas e Mobb Deep.

## Discografia
Album in studio
- 1990 - Intelligent Hoodlum
- 1993 - Tragedy: Saga of a Hoodlum
- 2001 - Against All Odds
- 2003 - Still Reportin'...
- 2005 - Thug Matrix
- 2007 - The Death of Tragedy
- 2011 - Thug Matrix 3
- 2014 - Pre Magnum Opus

Album collaborativi
- 1998 - Iron Sheiks EP (con Imam Thug come Iron Sheiks)
- 2005 - Black Market Militia (con Killah Priest, Timbo King, Hell Razah & William Cooper come Black Market Militia)
- 2009 - Lethal Weapon (con Trez)
- 2012 - Militant Minds EP (con Blak Madeen)
- 2013 - Golden Era Music Sciences (con Tragic Allies come 7 G.E.M.S.)

Raccolte
- 2006 - Blood Ballads
- 2006 - Thug Matrix 2
- 2008 - Q.U. Soldier
- 2008 - Thug Matrix 41-18
- 2011 - Hood Father